# 라디오 카불

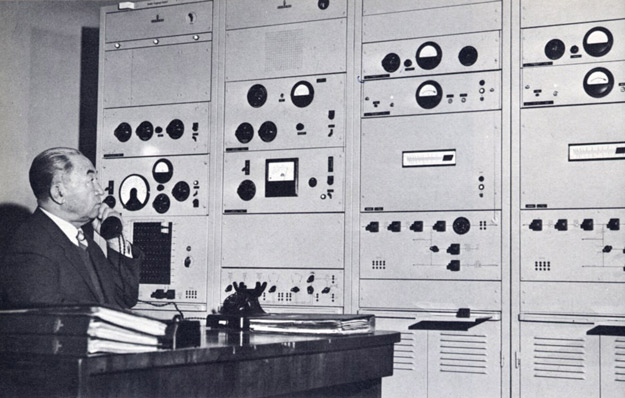
1950년대의 라디오 카불 전파국 내 중앙 제어판. 전파는 최대 남아프리카 공화국과 인도네시아까지 닿았다.

라디오 카불(Radio Kabul)은 아프가니스탄의 공식 라디오 방송국이다. 라디오 카불의 이름은 카불에 첫 라디오 송신기가 설치된 1920년대 이래 다양한 국영 라디오 방송국에 부여되어 왔다.
1925년, AM 833 kHz에서 운용되는 200 와트 러시아산 송신기가 당시 국왕 아마눌라 칸에 의해 카불 궁전에 설치되었다. 이 송신기는 1929년 반왕정 반란 당시 파괴되었다. 송신기는 1931년 새로운 국왕 모하메드 나디르 샤에 의해 교체되었고, 1940년에는 600 kHz에 운용되는 새로운 20 와트 송신기가 설치되며 시설이 증축되었다. 이 연혁이 라디오 카불의 공식 탄생으로 받아들여지고 있다. 라디오 프로그램은 파슈토어, 페르시아어, 힌디어, 영어 그리고 프랑스어로 방송된다.
아프가니스탄의 현대사 동안, 라디오는 당시 집권 정치 정당에 의해 통제되었다. 무함마드 자히르 샤 국왕의 판-아프간 민족의 통합에 대한 소망이 반영되어, 방송국의 이름은 1953년 아프간 방송 시스템으로 바뀌었고, 1960년 다시 라디오 아프가니스탄으로 바뀌었다. 1960년대와 이후 70년대에 비교적 평화로운 환경이 조성되었고, 라디오 카불에 이와 같은 시대적 흐름에 따라 우스타드 모함마드 후세인 사라항, 우스타드 파리다 마와쉬, 그리고 우스타드 모함마드 하솀 쳬스티와 같은 전통 현대 아프간 아티스트들을 많이 배출했다. 이러한 중견 음악가들은 아프가니스탄뿐만 아니라 인도, 파키스탄, 그리고 중동 전체 지역에서 존경받아 왔다.
1973년, 당시 국왕이 쿠데타에 의해 퇴위당하고, 그를 대신한 새로운 지도자들은 라디오 방송국을 통해 정부의 변화를 발표했다. 1979년 소련이 괴뢰 정부를 수립하고, 라디오 카불은 소련의 지원을 등에 업은 괴뢰 정부의 통제를 받았고 소련에서 직접적으로 보내온 친-소련 프로파간다를 재방송하는데 주 사용되었다.
1990년에 내전에 잇따라 소련군이 철수하는 가운데, 카불 내의 잦은 전투와 다양한 정치 권력들의 잇따른 카불 수복으로, 라디오 방송국은 처참히 파괴되었다. 1996년, 카불은 탈레반의 세력 하에 있었고, 방송국의 이름은 샤리앗 가그로 바뀌었고, 이는 샤리아의 목소리를 뜻하였다. 탈레반이 점차 나라 내의 세력을 확장시켜나가면서, 라디오 방송국은 탈레반 지지자들의 정치 의견과 물라들의 새 칙령을 발표하는데 사용되었다.
탈레반은 새로운 방송국에 음악 방송을 금지시키고, 40년 이상의 역사가 담긴 음악 및 정치 프로그램의 녹화본이 포함된 라디오 아카이브의 파괴를 지시하였다. 그 테이프들은 영원히 소실되었던 것으로 여겨졌으나, 2002년 BBC는 기적적으로 그 아카이브들이 탈레반 뿐만 아니라 2001년 11월 아프가니스탄 전쟁 (2001년~2021년) 동안 미군의 폭격에 파괴당한 라디오 카불 빌딩의 상황 아래에서도 살아남았다고 보도하였다.
탈레반이 권력에서 내려온 뒤, 라디오 카불은 음악과 정치 프로그램들을 재개하였다.